# اولو سالو
اولو سالو (به انگلیسی: Ola Salo) (زاده ۱۹ فوریه ۱۹۷۷) خواننده سوئدی است.
او عضو د آرک است.